# Jean-Claude Mayorgas
Pas d'image ? Cliquez ici

a Compétitions nationales et continentales officielles uniquement.

b Matchs officiels uniquement.
Jean-Claude Mayorgas, né le 27 juin 1953 à Agadir (Maroc), est un joueur français de rugby à XIII évoluant au poste de troisième ligne ou de deuxième ligne dans les années 1970 et 1980.
Il effectue sa carrière au sein du club du Toulouse olympique XIII avec lequel il remporte le titre de Championnat de France à deux reprises en 1973 et 1975, et prend part à la finale perdue de la Coupe de France en 1976.
Ses performances en club l'amènent à être sélectionné en équipe de France et prend part à deux éditions de la  Coupe du monde en 1975 et 1977.

## Palmarès
- Collectif :
  - Vainqueur du Championnat de France : 1973[1] et 1975 (Toulouse).
  - Finaliste de la Coupe de France : 1976 (Toulouse).

### Détails en sélection
| 1. | 15 juin 1975    | Nouvelle-Zélande          | 0-27 | Coupe du monde | Troisième ligne | - | - | - | - |
| 1. | 21 juin 1975    | Australie                 | 6-26 | Coupe du monde | Remplaçant      | - | - | - | - |
| 1. | 6 novembre 1975 | Pays de Galles            | 2-23 | Coupe du monde | Troisième ligne | - | - | - | - |
| 2. | 29 mai 1977     | Papouasie-Nouvelle-Guinée | 6-37 | Test-match     | Deuxième ligne  | - | - | - | - |